# Karl Joseph von Gillern
Johannes Karl Joseph Freiherr von Gillern (* 1691 in Hof, Mähren; † 1759 in Koritschan) war ein liechtensteinischer und kaiserlicher Hofrat sowie Friedensunterhändler im Ersten Schlesischen Krieg.

## Biographie
Gillern entstammte dem Adelsgeschlecht von Gillern. Nach absolviertem Studium und Kavaliersreise trat er in kaiserliche Militärdienste und kämpfte im Spanischen Erbfolgekrieg.
Gillerns Vater, Franz Leopold von Gillern, und ein Onkel, Friedrich von Gillern, waren bereits liechtensteinische Amtsmänner und so begann auch Gillern mit einer Tätigkeit in einer liechtensteinischen Kanzlei. 1721 nahm ihn dann Prinz Josef Johann Adam von Liechtenstein, mit dem er seit Kindertagen bekannt war, anlässlich seines Regierungsantritts als Secretarius in seine persönlichen Dienste. Gillern bewährte sich und wurde nach kurzer Zeit erster liechtensteinischer Hofrat; Josef Johann Adam übertrug ihm die gesamte Verwaltung der liechtensteinischen Herrschaften. 1724 wurde er als dirigierender liechtensteinischer Hofrat der gesamten unmittelbaren und mittelbaren fürstlich liechtensteinischen Besitzungen an den kaiserlichen Hof nach Wien entsandt. Im selben Jahr erfolgte seine Aufnahme in den Herrenstand ob der Enns.
Im Jahre 1729 wurde Gillern von Karl VI. als Hofkammer- und Bancalitätsrat auf der Herrenbank in die kaiserliche Finanzverwaltung berufen. Seine Stelle entsprach der eines Sektionschefs im Finanzministerium und Aufsichtsrates bei der staatlichen Bankenaufsicht.
Aufgrund seiner guten Verbindungen als liechtensteinischer Hofrat im Fürstentum Troppau und familiären Verbindungen nach Preußen (Samuel von Schmettau) wurde Gillern während des Ersten Schlesischen Krieges auf persönliche Verfügung von Maria Theresia als Friedensunterhändler mit Preußen eingesetzt. Er übernahm bei der Geheimkonvention von Klein-Schnellendorf die Verhandlungen, die zum Vorfrieden von Breslau und letztlich zum Frieden von Berlin führten.
Gillern war zuletzt als kaiserlicher Hofrat erster Beamter in der kaiserlichen Ministerial-Bankodeputation (Aufsichtsbehörde der kaiserlichen Zentralbank) und rechte Hand von deren Präsidenten, Reichsgraf von Chotek. In Böhmen leistete Gillern in seiner Funktion als liechtensteinischer Hofrat noch einen wesentlichen Anteil an den Verwaltungsreformen Maria Theresias.
Gillern verstarb im Herbst 1759 in Wien; er wurde im Stephansdom beigesetzt. Seinen Grundbesitz, die Herrschaft Koritschan in Mähren, vermachte er aufgrund des frühen Todes seines Sohnes seinem Neffen Christian von Gillern.